# Pierre de Larivey
Pierre de Larivey (Troyes, 20 luglio 1541 – Troyes, 12 febbraio 1619) è stato uno scrittore, drammaturgo e traduttore francese.

## Biografia
Pierre de Larivey è figlio di un mercante italiano, appartenente a un ramo della famiglia fiorentina Giunti, che trasferendosi in Francia tradusse il suo cognome nella lingua locale.
Amico dello scrittore e poeta Gilles Corrozet, nel 1572, Pierre de Larivey andò con il poeta e drammaturgo François d'Amboise in Polonia, per partecipare ad una missione diplomatica. 
Nel 1605 ricevette la carica di canonico nella chiesa "royalle et collégialle" di Saint-Etienne a Troyes.
Pierre de Larivey è considerato il fondatore della commedia in Francia e fece conoscere le opere italiane in Francia, dalle commedie alle novelle.
Adattò i testi italiani cercando anche di apportare regole alle lingua francese.

## Stile, opere e pensiero poetico
Nel 1579 pubblicò sei commedie derivate da opere italiane, seguendo lo stile dei classici greci, dei latini e dei moderni italiani:
- La Laquais da Il Ragazzo di Ludovico Dolce;
- La Vefve da La Vedova di Nicola Buonaparte;
- Les Esprits da Aridosia di Lorenzino de' Medici;
- Le Morfondu da La Gelosia di Anton Francesco Grazzini;
- Les Jaloux da I Gelosi di Vincenzo Gabbiani;
- Les Escoliers da La Cecca di Girolamo Razzi.

Nel 1611 diede alle stampe altre tre commedie, sempre derivate da autori contemporanei italiani, tramite i quali intendeva collegarsi a Plauto e a Terenzio:
- La Constance da La Costanza di Girolamo Razzi;
- Le Fidèle da Il Fedele di Luigi Pasqualigo;
- Les Tromperies da Gli Inganni di Nicola Sacchi.

I suoi adattamenti si caratterizzarono per le ambientazioni in Francia, per la semplificazione dell'azione, per la limitazione delle parole non edificanti da un punto di vista religioso, per il grande utilizzo di espressioni figurative, detti popolari e proverbi, per intenti morali e scrupoli religiosi.
Pierre de Larivey ebbe notevoli influenze sul teatro francese e le sue opere furono lette e apprezzate da Molière.
La sua commedia Les Esprits fu adattata da Albert Camus nel 1946.
Tra i giudizi espressi su Pierre de Larivey possiamo menzionare quello del filologo francese Frédéric Godefroy:
(Godefroy, Frédéric, Histoire de la littérature française : depuis le XVIe siècle jusqu'à nos ..., p. 258)

## Opere principali
- Second et dernier livre des Facetieuses nuicts di Giovanni Francesco Straparola (trad.), Abel L'Angelier, 1576;
- Six premières comédies facecieuses, Parigi, Abel L'Angelier, 1579;
- Les Comedies facecieuses de Pierre de Larivey Champenois. A l'imitation des anciens Grecs, Latins, et modernes italiens. A savoir Le laquais. La veuve. Les Esprits. Le morfondu. Les jaloux. Les escolliers, seconda edizione, Rouen, Raphaël du Petit Val, 1600;
- Trois comedies des six dernieres de Pierre de Larivey Champenois. A l'imitation des ançiens Grecs Latins & Modernes Italiens. A scavoir La Constance. Le Fidèle. Et les Tromperies, Troyes, Pierre Chevillot, l'Imprimeur du Roy, 1611.